# Ужо
Ужо (рус. Ужо) слатководно је језеро глацијалног порекла смештено у западном делу Локњанског рејона на југу Псковске области, односно на западу европског дела Руске Федерације. Кроз језеро протиче река Пузна која га повезује са басеном реке Ловат, односно са басеном реке Неве и Балтичким морем.
Акваторија језера обухвата површину од око 7,52 км² (752 хектара, с острвима 7,73 км²). Максимална дубина језера је до 10,2 метара, док је просечна дубина око 5,1 метара. Ка језеру се одводњава територија површине око 23,6 км². Језеро се налази у источном делу моренског Бежаничког побрђа.
На обали језера налазе се села Вережје, Кривци, Алексино, Зверинец и Поњушино.